# Миура
Миура (јап. 三浦市) град је у Јапану у префектури Канагава. Према попису становништва из 2017. у граду је живело 44.132 становника.

## Становништво
Према подацима са пописа, у граду је 2017. године живело 44.132 становника.